# جامع الملك سلمان (المالديف)
جامع خادم الحرمين الشريفين الملك سلمان بن عبد العزيز آل سعود في ماليه عاصمة المالديف، أحد المعالم الحضارية والإسلامية وأكبر المساجد في جزر المالديف، يتكون من ستة طوابق ويتسع لأكثر من 10 آلاف مصل، وبلغت تكلفة بنائه نحو 25 مليون دولار، تبرعت بها المملكة العربية السعودية.

## الوصف
يقع الجامع على مساحة إجمالية تقدر بـ41500 قدم مربعة، فيما تبلغ مساحة مواقف السيارات 44100 قدم مربعة. يتسع الجامع لأكثر من 10 آلاف مصل في وقت واحد، ويتكون من ستة طوابق، خصص الدور الأرضي لدورات المياه والوضوء، والطابقان الأول والثاني لأداء الصلوات، ويضم الطابق الثالث 4 فصول دراسية و5 غرف ندوات ومكتبة عالمية، ويضم الطابق الرابع قاعة مؤتمرات وندوات وتمّ إنشاء الطابق الخامس كقاعة متعدّدة الأغراض يمكن استخدامها للخطب الدينية والصلاة كذلك. كما يحتوي الجامع على مركز لتعليم القرآن الكريم، وله خمس مآذن تمثل أركان الإسلام الخمسة.